# Marcelo Dolabela
Marcelo Gomes Dolabela (Lajinha, 17 de setembro de 1957 - 18 de janeiro de 2020), foi um poeta, professor, pesquisador, artista multimídia, roteirista e músico brasileiro. Foi secretário-geral do Comitê Nacional de Arte Brasileira (CNAB) na diretoria de 2015 a 2020.

## Biografia
Filho da "Dona Dorinha" e do "Seu Renê", que tiveram mais seis filhos: Regina, Maria Hilda, Maria Fâni, Marcos, Marlon e Marconi. Marcelo se mudou de Lajinha (região do Caparaó), divisa com o Espírito Santo, para cursar o segundo grau no internato de Presidente Soares, Minas Gerais, hoje Alto Jequitibá, ao pé do Pico da Bandeira, a 60 km da terra natal. Nunca deixou de frequentar Lajinha, onde, nos últimos anos, também construiu uma casa.
Marcelo finalizou o secundário já em Belo Horizonte e se formou em Letras pela UFMG, em 1984, mas, antes, quase se formou em Veterinária, pela mesma universidade.
Marcelo Dolabela foi um destacado poeta de Minas Gerais do último quarto do século XX, precisamente, desde a Poesia Marginal. Atento, já em 1981, Glauco Mattoso, um dos maiores poetas e conhecedores da poesia de língua portuguesa, em seu clássico livro "O que é Poesia Marginal", incluiu Dolabela como uma voz especial desse movimento poético, em Belo Horizonte, nos anos 1970. Para Glauco Mattoso, [...] Na verdade, ‘marginal’ é simplesmente o adjetivo mais usado e conhecido para qualificar o trabalho de determinados artistas, também chamados ‘independentes’ ou ‘alternativos’. [...] Dizer que um poeta é marginal equivale a chamá-lo ainda de ‘sórdido’ e ‘maldito’. [...] Em suma: a poesia não é mais aquela coisa ‘séria’. A própria palavra ‘poesia’ deixa de ser intocável para virar objeto de jogo e brincadeira” (1981).

### Poesia Marginal
A Poesia Marginal (ou Geração Mimeógrafo) foi um movimento sociocultural de artistas (Marcelo Dolabela, em Minas Gerais, Nicolas Behr, Distrito Federal, Ana Cristina Cesar, no Rio de Janeiro, Ulisses Tavares, em São Paulo etc.), que consistia, dentre outras ações, em publicar experimentos no campo das artes literárias de conteúdo político. Assim, às margens do mercado editorial brasileiro, os poetas publicavam plaquetes, livretos, cartazes, manifestos, grafismos etc.
Marcelo Dolabela publicou mais de 50 livros, com tiragens pequenas, em sua maioria, por isso circulou tão pouco, preferiu assim. Dentre eles, "Coração malasarte" (1980), "Radicais" (1985), "Poeminhas & outros poemas" (1994 e 1998), "Letrolatria" (2000), "Batuques de limeriques" (2005), "Amônia" (1997), "Lorem Ipsus: antologia poética & outros poemas" (2006), "Trevas daltônicas" (2015), "Guilherminas" (2015), "Duchas Duchamp" (2015) e "Acre ácido azedo" (2015). 

## Trajetória acadêmica
Dolabela cursou a graduação na Faculdade de Letras da Universidade Federal de Minas Gerais com trabalho sobre Dolores Duran e mestre em Educação, Administração e Comunicação em 2001 pela Universidade São Marcos com o trabalho "A poesia do slogan".
Foi professor de disciplinas ligadas ao campo das letras em variados cursos do ensino superior, com destaque para sua atuação no Centro Universitário de Belo Horizonte, entre os anos de 1992 e 2009. Iniciou o doutorado em Estudos Literários pela UFMG, mas desligou-se do programa.

## Trajetória na música
Dentre as diversas bandas que integrou, está a Sexo Explícito, que teve entre seus participantes John Ulhoa, integrante do Pato Fu, que também estava em outra banda fundada por Dolabela, a Divergência Socialista, na qual Marcelo foi letrista e vocalista. Outros membros da banda foram Mário Santiago, Silma Dornas, Rubinho Troll, Bruno Verner, Aleca A. De Alexandria, Gato Jair e Fabiane Andropov. Os álbums Christiane Keller (1986) e Lilith Lunaire (1990), são de histórica importância na cena do rock belo-horizontino.

## Trajetória na literatura e no cinema
Dolabela publicou textos ao longo de muitos anos no jornal Hoje em Dia.
Escreveu os roteiros "Maldito Popular Brasileiro: Arnaldo Baptista" (1991) e Adeus, América, de Patrícia Moran, além do premiado "A hora vagabunda" (1998) e do texto do curta-metragem Uakti - Oficina Instrumental, ambos de Rafael Conde. O último recebeu prêmios de melhor filme e melhor montagem no Festival de Gramado de 1987, na categoria curta-metragem.
Além disso, o lajinhense radicado em Belo Horizonte foi um perspicaz colecionador e pesquisador da produção artística independente de Belo Horizonte, de poesia e de música brasileiras, autor do seminal livro ABZ do Rock Brasileiro (1987) e curador da exposição "Rock Brasileiro em 1000 discos" (2012).
Teve cerca de 60 livros de poesia publicados "a maior parte, pequenas edições artesanais e livros-objeto –, sempre de forma independente. Dentre essa produção, destacam-se Coração malasarte (1980), Radicais (1985), Hai Kaixa (1993), Poeminhas & outros poemas (1994), Amônia (1997), Lorem ipsus (2006) e Acre Ácido Azedo (2015), apenas para citar os mais conhecidos". Autointitulava-se "dadamídia", devido a característica de seus espetáculos, liderando também o grupo poético-musical Caveira, My Friend.
Assinou a autoria do ABZ do Rock Brasileiro, a principal referência enciclopédica para o rock brasileiro até a década de 2000, quando a internet se popularizou, e muito citado em trabalhos acadêmicos. O livro tem vários prefácios, escritos por Arnaldo Antunes, Zé Rodrix e Tony Campello.

## Arte postal
Teve trabalhos de arte postal expostos em salões nacionais e internacionais: Canadá, EUA, Japão, Peru, Uruguai, Bélgica, França e Portugal.

## Morte
Marcelo morreu no dia 18 de janeiro de 2020, em Belo Horizonte, em decorrência de complicações de um AVC, que lhe acometera há mais de um ano. Seu corpo foi velado na Casa do Jornalista de Belo Horizonte. A seu pedido, a ocasião foi celebrada com oferta de poesia, música e cerveja. Seus poemas foram ali declamados por amigos e poetas em uma homenagem que gerou muita emoção. Foi enterrado em Lajinha, sua cidade natal.